# StreetDance 3D
 (juin 2010).
Si vous disposez d'ouvrages ou d'articles de référence ou si vous connaissez des sites web de qualité traitant du thème abordé ici, merci de compléter l'article en donnant les références utiles à sa vérifiabilité et en les liant à la section « Notes et références ».
Série
StreetDance 2
(2012)
Pour plus de détails, voir Fiche technique et Distribution.
StreetDance 3D est un film britannique réalisé par Max Giwa et Dania Pasquini, sorti en 2010. Il s'agit du premier film européen réalisé en prises de vues réelles 3D.
Le film suit un groupe de street dance qui commence à se dissoudre malgré leur sélection dans un championnat national. Sans les moyens et sans salle de répétition, le groupe est sur le point d’éclater quand une professeur de danse classique accepte de leur prêter une salle à une seule condition : qu’ils intègrent dans leur troupe cinq danseurs classiques de son école.

## Synopsis
Dans le centre de Londres, le groupe de street dancers « Jay 2 O » vient d’être qualifié pour la finale nationale du championnat de street dance. Pourtant, leur leader Jay (Ukweli Roach) leur annonce qu’il souhaite les quitter et s’éloigner d’eux un temps parce qu’il n’arrive plus à combiner leur passion commune, son boulot et ses études. Il leur témoigne toutefois toute sa foi quant à leur réussite face aux autres équipes de la compétition et notamment les « Surge » (Flawless) qui sont les champions en titre, et transmet son poste à Carly (Nichola Burley), sa petite amie avec qui il rompt par la même occasion.
Le manque d’expérience de la jeune fille va leur faire perdre leur salle de répétition. Sans le sou et bien qu’ils essayent de s’entrainer ailleurs, le sort s’acharne sur eux et le groupe commence à éclater.
À la suite d'une dette contractée par le groupe auprès du café où elle travaille en tant que serveuse, Carly accepte de remplacer Eddie (George Sampson) le jeune livreur pour une course à une école de danse classique voisine. Elle y rencontre la professeure de danse Helena Fitzgerald (Charlotte Rampling) et, lors de la discussion qui s’ensuit, lui fait remarquer que les élèves n’ont pas l'air très énergique et que leur salle serait parfaite pour leurs répétitions. Impressionnée par le culot de la jeune fille, Helena demande à voir une de leurs performances et Carly l’invite à venir le soir même voir leur prestation dans la galerie marchande d'un supermarché.
Malgré quelques déboires avec les vigiles lors du spectacle, la professeure remarque toutefois le potentiel des jeunes danseurs et de l’apport que ceux-ci pourrait avoir pour ses élèves. Elle propose alors à Carly un marché : elle prête une salle pour leur répétition et en échange Carly accepte de faire entrer cinq élèves de l’école dans son groupe. Au début cela ne fonctionne pas très bien avec les cinq danseurs classique mais ils apprennent à se connaître et deviennent de plus en plus amis.
Un soir, ils vont dans un club et l'équipe « Surge » lance un battle de dance à tout le monde. Le groupe « Jay 2 O » leur fait face et leur tient tête. Cependant, à la fin du combat ils découvrent que leur ancien chef, Jay, est devenu membre du groupe adverse. Carly part en courant les larmes aux yeux. Thomas, jeune danseur classique, la rattrape et la sauve alors qu'elle manque de se faire renverser par une voiture.
Il l'emmène dans son studio. Elle désespère de gagner la finale parce que les « Surge » sont trop bons. Il lui propose de faire différemment et de mélanger street-dance et classique dans sa chorégraphie pour la finale. Ils dansent ensemble et finissent par s'embrasser.
Le lendemain, Carly annonce à son groupe qu'il faut qu'ils restent eux-mêmes et qu'ils vont mélanger street-dance et classique. Elle donne un nouveau nom au groupe : Les « Breaking points ».
Des parents de danseurs classiques se sont plaints de l'entrainement de street-dance et un professeur de danse de l'école, Mme Fleurie (Eleanor Bron), déteste la street-dance. Le Directeur de l'école, M. Harding (Patrick Baladi), demande à Helena de cesser ce cours. Elle emmène donc le Directeur et Mme Fleurie regarder les danseurs s'entrainer et le directeur décide finalement de laisser Helena continuer. Les danseurs classique et les street-danceurs s'entrainent ensemble, échangeant leurs techniques, au plus grand plaisir d'Helena.
Plus tard, les danseurs classique apprennent que les auditions pour le Royal Ballet ont lieu le même jour que la finale de street-dance. Helena, qui n'y est pour rien, est désolée pour Carly et son groupe et ne peut rien faire. Carly est dégoutée et énervée. Les danseurs classiques décident alors de faire les deux, passer leurs auditions puis aller à la finale.
Le jour de la finale est arrivé. Tous les groupes de street-dance participant s'enchaînent les uns à la suite des autres pendant qu'à l'école de danse classique, les danseurs attendent de passer leurs auditions. À la finale, c'est au tour des « Surge » de danser. Ils sont acclamés par le public et dans les coulisses, les danseurs classiques ne sont toujours pas arrivés. Les membres des « Breaking points » commencent à s'impatienter et se dire qu'ils ne viendront pas.
Le présentateur de la finale demande aux « Breaking points » de monter sur scène mais Carly refuse tant que les autres ne sont pas arrivés.
Eddie monte sur la scène avec un poste de radio et commence à danser tout seul pour faire gagner du temps à l'équipe de Carly. Il se débrouille très bien et les autres sont impressionnés par sa façon de danser et se demandent où il a appris à danser comme ça.
À l'école de danse, Mme Fleurie demande à Helena où sont passés les danseurs et elle lui répond qu'ils sont partis à la finale de street-dance. Mme Fleurie est outrée et lui dit qu'elle a ruiné leurs carrières. Helena part chercher son ami Michael (Jeremy Sheffield), qui fait partie du jury du Royal Ballet et l'emmène avec le Directeur de l'école à la finale de street-dance.
Eddie se fait virer de la scène par les videurs. Jay se moque de Carly dans les coulisses et elle lui répond qu'elle pensait qu'il avait plus d'ambition que d'accepter un tout petit rôle dans l'équipe qui gagne. Les danseurs classiques arrivent à ce moment-là et les autres membres du groupe les accueillent chaleureusement.
Les « Breaking points » montent sur scène et dans le public, Helena, Michael et le Directeur arrivent pour regarder. Ils commencent à danser sur de la musique classique et tout le monde se moque d'eux et les hue. La musique change et devient plus « Hip Hop » et ils commencent une chorégraphie mélangeant danse classique et street-dance. Ils impressionnent tout le monde par leur chorégraphie originale. Carly et Thomas s'embrassent devant tout le monde et Jay réalise qu'ils sont meilleurs et qu'il a tout perdu. Les « Breaking points » sont acclamés par le public et gagnent la finale. Michael et le Directeur de l'école remercient Helena et tout le monde félicite les gagnants.

## Fiche technique
- Titre original : StreetDance 3D
- Réalisation : Max Giwa et Dania Pasquini
- Scénario : Jane English
- Chorégraphie : Kate Prince, Kenrick Sandy et Will Tuckett
- Producteurs : Allan Niblo et James Richardson
- Producteur associé : James Narh
- Producteur délégué : Jim Spencer
- Producteurs exécutifs : Paula Jalfon, Christine Langan, Rupert Preston, Nick Love, Nigel Williams et Arnab Banerji
- Sociétés de production : Vertigo Films et BBC Films
- Budget : 7 000 000 $
- Pays :  Royaume-Uni
- Langue : anglais
- Durée : 98 minutes
- Date de sortie : 19 mai 2010 en  France

## Distribution
| - Charlotte Rampling (V.Q. : Claudine Chatel) : Helena - Nichola Burley (V.Q. : Ariane-Li Simard-Côté) : Carly - Richard Winsor (V.F. : Tristan Petitgirard ; V.Q. : Frédérik Zacharek) : Tomas - George Sampson (V.Q. : Nicolas Bacon) : Eddie - Ukweli Roach (V.F. : Jean-Baptiste Anoumon) : Jay - Teneisha Bonner : Shawna - Kofi Aggyman : Mack - Lex Milczarek (V.F. : Yannick Blivet) : Boogie - Brooke Milliner (V.F. : Grégory Quidel) : Brooke - Bradley Charles : Frankie - Rhimes Lecointe : Justine - Sacha Chang : Aimee - Lil Steph : Steph - Sianad Gregory : Chloe - Jennifer Leung : Bex - Rachel McDowall (V.F. : Ingrid Donnadieu ; V.Q. : Émilie Bibeau) : Isabella - Hugo Cortes : Gabe - Frank Harper (V.Q. : Denis Gravereaux) : Fred | - Ashley Banjo : Aaron - Patrick Baladi (V.Q. : Thiéry Dubé) : M. Harding - Chris Wilson : Parent au café - Eleanor Bron (V.Q. : Michèle Lituac) : Mme Fleurie - Diversity : Eux-mêmes - Flawless : The Surge (groupe de street dance rival) - Patrick Baladi : Monsieur Harding - Tameka Empson : Sharonda - Jeremy Sheffield (V.Q. : François Trudel) : Michael - Mark Tristan Eccles : Gars branché au parc - Jocelyn Jee Esieh : Delilah - Jon Adam Freeman : Client au centre commercial - Rhiann Keys : Danseur de ballet - David L. Cunningham : Membre de l'audience - Brendan Conway : Danseur membre de l'audience - Daniella Masterson : Danseuse de ballet - Lauri Brewster : Fille en voiture - Bacilna-Brittany Li : Touriste |

Source et légende : Version française (V.F.) sur RS Doublage.

## Box office
- Mondial : 44 000 000 $ US
- France : 6 000 000 $ US (650 000 entrées)

## Bande Originale
1. Tinie Tempah - Pass Out
2. N-Dubz feat. Bodyrox - We Dance On
3. Lightbulb Thieves - Work It Out
4. Ironik - Tiny Dancer (Hold Me Closer)
5. N-Dubz - Strong Again
6. Pixie Lott - Live for the Moment
7. Aggro Santos feat. Kimberly Wyatt - Candy
8. Cheryl Cole - Fight for This Love (Crazy Cousinz Remix)
9. Lethal Bizzle - Going Out Tonight
10. Sugababes - Get Sexy
11. LP & JC - The Humblest Start
12. Wiley - Cash In My Pocket
13. Madcon - Beggin'
14. LP & JC feat. Skibadee, Mc Det, Chrome & Blemish - Club Battle
15. Fatboy Slim - Champion Sound
16. Vega4 - Life Is Beautiful
17. McLean - Broken
18. Swiss feat. Music Kidz - One In a Million
19. Clement Marfo and the Frontline – Champion

music used while rehearsing in the school(musique pendant l'entraînement dans l'école):
Wiley - Wearing My Rolex (What Would We do)